# Pulsatrix perspicillata pulsatrix
Il gufo dagli occhiali bruno (Pulsatrix perspicillata pulsatrix Wied-Neuwied, 1820) è una sottospecie di gufo dagli occhiali, presente nella parte orientale del Brasile e del Paraguay, avvistato anche nel nord-est dell'Argentina.